# Прикордонний інцидент у Масленьках
56°58′04″ пн. ш. 28°04′19″ сх. д. / 56.96778° пн. ш. 28.07194° сх. д.
56°58′04″ пн. ш. 28°04′19″ сх. д. / 56.967777777778° пн. ш. 28.071944444444° сх. д.
Прикордонний інцидент у Масленьках (латис. Masļenku robežincidents) — напад радянських військ НКВС 15 червня 1940 р. на латвійські прикордонні пункти в районі Абрене на тодішньому латвійсько-радянському кордоні напередодні радянської окупації Латвії.
Фактично інцидент складався з трьох окремих майже одночасно здійснених нападів на латвійські прикордонні пункти радянськими силами на початку світанку 15 червня 1940 року. На два прикордонні пункти фактично було здійснено атаку, а іншу розпочату атаку було скасовано. В результаті було вбито 3 прикордонників та 2 цивільних (включаючи одну дитину), 37 викрадено та доставлено до СРСР як заручників.

## Передумови
До окупації в 1940 р. державна межа Латвії з СРСР становила 352 км завдовжки. Вже з 1920 р. для її захисту були сформовані різні військові структури. Найновішою, яка датується 1935 роком, була бригада прикордонної охорони, з якої три батальйони — Дагденський, Зилупський та Абренський — дислокувалися вздовж східного кордону. Кожен батальйон був розділений на чотири роти, дванадцять взводів, тридцять шість патрульних та дванадцять запасних патрулів. Кожен патруль охороняв ділянку кордону приблизно 3,2 км завдовжки.
Незадовго до окупації Латвії Червоною Армією 17 червня 1940 року радянські підрозділи спецназу здійснили раніше заплановані акти провокації на території Естонії та Латвії. На світанку 15 червня відбулися напади на три прикордонні патрулі Третього батальйону «Абрене». Один з них — другий патруль Першої роти виявив опір, і врешті-решт троє прикордонників та двоє цивільних осіб були вбиті, будівля патрульних спалена, а багатьох інших доставлено до Радянського Союзу як заручників.

## Напади СРСР на латвійських прикордонників 15 червня 1940 року
15 червня 1940 р. радянські військові атакували два прикордонних застави Латвії та припинили додаткову заплановану атаку. Найвідоміший напад був на прикордонний пост Масленьки о 02:30, в результаті якого загинули 3 прикордонники та 2 цивільних особи та спалені об'єкти, а також викрадено декілька осіб. Кілька осіб, які були викрадені або залишені, були поранені. Черговий напад на прикордонний пост Шмайлі о 3:00, в результаті якого викрали прикордонників та цивільне населення, включаючи мешканців прилеглих будинків. Діти віком до 1 року були викрадені. Третій напад на прикордонний пункт Жугурі було припинено, коли зловмисники НКВС зрозуміли, що їх помітили.

## Атака на Масленьки
О 02:30 15 червня 1940 року 25 командосам НКВС вдалося непомітно перетнути кордон Латвії та Радянського Союзу через річку Лудза. Вони оточили патруль з усіх боків. Оточений був і сусідній будинок вартового Жаніса Кривіньша та місцевого фермера Дмитрія Маслова. Зловмисники, найімовірніше, мали намір захопити патрульний пост без вогнепальних пострілів, оскільки пакети ручної гранати були розміщені навколо караулу, крім вхідних дверей. Вперше атаку розкрив охоронець патрульної служби Яніс Макітис, який діяв згідно з додатковими інструкціями та вітав нападників. Один із зловмисників вистрілив у нього з автоматичної гвинтівки. Після перших пострілів зловмисники зрозуміли, що їх виявили, і змінили свої бойові плани щодо знищення охоронного поста та розстрілу всіх прикордонників. Яніс Макітис, незважаючи на важкі поранення, намагався дістатися до сторожового будинку. Однак недалеко від вартового будинку він наступив на ручну гранату, яка відірвала йому ліву ногу.
Ще один охоронець, Петеріс Цімошка, знаходився в засідці. Хоча видимість була близько нуля через густий туман, Цімошка також відкрив вогонь, оскільки розумів, що радянські прикордонники атакували. Однак після перших пострілів зловмисники точно визначили місце розташування жалюзі та спробували оточити його. Вистрілюючи, Чимошка відступив у напрямку до сторожового будинку, де почув виконуючого обов'язки командира патрульної служби Валдіса Грінвалда, який захищав будинок окремими пострілами. Прибувши до будинку, Сімошка наступив на один із пакетів гранати і був розірваний на шматки. Пізніше, коли палаюча будівля впала, його тіло було обвуглено.
У будинку караулу були виконувач обов'язків командира патруля Валдіс Грінвалдс, караул Карліс Бейзакс, який не виконував службу та відпочивав, дружина командира варти та патруля Фрідріхс Пуріньш (який не був там під час нападу), Герміне Пуріна та її 14-річний син Волдемарс. Грінвалдс був єдиним, хто відповів вогнем через вікно, але видимість була поганою, і він міг стріляти лише в напрямку нападників без прямої цілі. Бейзакс, очевидно, вирішив покинути будівлю і спробувати втекти до Першого патруля за допомогою, оскільки телефонний зв'язок не працював. Він вистрибнув у вікно, але зміг подолати лише 199 метрів, коли його застрелили зловмисники. Оскільки сторожовий будинок все ще чинив опір, зловмисники кидали бомби і всередині будівлі загорілося. Герміне Пуріну застрелили за 8 метрів від будинку після втечі через вікно. Її сину Волдемарсу було застрелено в живіт, але йому вдалося сховатися в дрова. Єдиний захисник будівлі Грінвалдс також незабаром покинув палаючу будівлю. Викинувши гвинтівку, він вистрибнув через вікно і неушкодженим стрибнув у річку Лудза. Там його захопили радянські прикордонники.
25 червня уряд Латвії розпочав розслідування нападів, і армійські підрозділи разом із прикордонниками були приведені в стан підвищеної готовности. Можна було очікувати загальної мобілізації та опору, однак через наявність радянських військових баз у Латвії з осені 1939 р. такий крок був практично неможливим.
У Масленьках троє прикордонників (Яніс Макітис, Петеріс Цімошка, Карліс Бейзакс) та двоє цивільних осіб (Ермі Пуріна, уроджена). Кальніна, яка була дружиною прикордонника, та Волдемарс Пуріньш, який був 14-річним сином прикордонника), були вбиті військами НКВС.

## Викрадачі
І в Масленьках, і в Шмайлі внаслідок нападу радянських військ загалом 37 осіб було викрадено та вивезено до СРСР як заручники, з них десять прикордонників, а решта — цивільне населення, у тому числі жінки та маленькі діти (віком від одного до двох років). 36 викрадених були повернені 7 липня 1940 року, а фермера Дмитрія Маслова стратили навесні 1942 року, звинувативши у шпигунстві.